# 10 км (зупинний пункт, Донецька залізниця, Лиман)
10 км — пасажирська зупинна залізнична платформа Лиманської дирекції Донецької залізниці на лінії Лиман — Слов'янськ. Розташована на березі Сіверського Дінця поблизу водозабору сіверськодонецького об'єднання «Азот», Краматорський район, Донецької області, між станціями Брусин (3 км) та Придонецька (3 км).
На платформі зупиняються приміські електропоїзди.